# Marele Nor al lui Magellan
Marele Nor al lui Magellan (MNM) este o galaxie-satelit apropiată, a galaxiei noastre, Calea Lactee. Situat la o distanță puțin mai mică decât 50 kiloparseci (≈160,000 ani-lumină), MNM este cea mai apropiată a treia galaxie de Calea Lactee după Norul stelar din Săgetător (situat la cca. 16 kilopasreci) și Galaxia Pitică din Câinele Mare. Are o masă de aproximativ 10 miliarde de ori mai mare decât cea a Soarelui (1010 mase solare). MNM mai face parte din Grupul Local, alături de Galaxia Andromeda (M 31) și Galaxia Triunghi (M 33).
Este vizibil doar din emisfera sudică, situat între constelațiile Peștele de Aur și Platoul, în apropierea polului sud ceresc.
Aspectul neregulat al Marelui Nor al lui Magellan este un posibil rezultat al interacțiunilor atât cu Calea Lactee cât și cu Micul Nor al lui Magellan.
Micul Nor al lui Magellan este legat de Marele Nor printr-un pod de gaze și de stelele denumit Podul Magellanic. El contribuie în general la Curentul Magellanic, o structură smulsă celor doi Nori de către forțele de maree galactică ale Căii Lactee.